# Pristiglomidae
Famille
Synonymes
- incl. Stoliczka, 1870[1]
- famille Glomidae Verrill & Bush, 1897[1]
- famille Sareptidae Stoliczka, 1870 (préféré par BioLib)[1]
- sous-famille Setiglominae Schileyko, 1983[1]

Les Pristiglomidae sont une famille de mollusques bivalves.

## Liste des genres
Selon World Register of Marine Species (8 mars 2020) :
- genre Aequiyoldia Soot-Ryen, 1951
- genre Pristigloma Dall, 1900
- genre Sarepta A. Adams, 1860
- genre Setigloma Schileyko, 1983

## Publication originale
- (en) Howard Lawrence Sanders et John A. Allen, « Studies on Deep-Sea Protobranchia (Bivalvia); Prologue and the Pristiglomidae », Bulletin of the Museum of Comparative Zoology, Cambridge, Musée de Zoologie comparée, vol. 145,‎ 1973, p. 237-261 (ISSN 0027-4100 et 1938-2987, OCLC 1641426, lire en ligne).